# Амзинкия
Амзинкия (лат. Amsinckia) — род растений семейства Бурачниковые (Boraginaceae), распространённый на юго-западе Северной и на юго-западе Южной Америки.
Род назван в честь бургомистра Гамбурга, покровителя городского ботанического сада Вильгельма Амзинка.

## Ботаническое описание
Однолетние щетинистые травы. Прикорневые листья собраны в плотную розетку, стеблевые листья от узко-обратнояйцевидных до линейных.
Венчик от оранжевого до оранжево-желтого. Плоды — треугольно-яйцевидные орешки.

## Виды
Род включает 13 видов:
- Amsinckia calycina (Moris) Chater
- Amsinckia carinata A.Nelson & J.F.Macbr.
- Amsinckia douglasiana A.DC.
- Amsinckia eastwoodiae J.F.Macbr.
- Amsinckia grandiflora (A.Gray) Kleeb ex Greene
- Amsinckia inepta J.F.Macbr.
- Amsinckia lunaris J.F.Macbr.
- Amsinckia lycopsoides Lindl. ex Lehm. typus
- Amsinckia marginata Brand
- Amsinckia menziesii (Lehm.) A.Nelson & J.F.Macbr. — Амзинкия Менциза
- Amsinckia spectabilis Fisch. & C.A.Mey.
- Amsinckia tessellata A.Gray
- Amsinckia vernicosa Hook. & Arn.